# Hatty Preston
Hatty Preston es una actriz conocida por sus participaciones en teatro.

## Carrera
En el 2012 apareció en un video para Jack Whitehall Live.
En el 2015 se unirá al elenco principal de la serie The Royals donde dará vida a la princesa Maribel, una de las hijas del príncipe Cyrus (Jake Maskall).

## Filmografía[2]

### Series de televisión
| Año             | Título              | Personaje        | Notas |
| --------------- | ------------------- | ---------------- | ----- |
| 2015 - presente | The Royals          | Princesa Maribel | -     |
| -               | Blackpool           | Mesera           | -     |
| -               | How Do You Want Me? | Joven            | -     |

### Teatro
| Año  | Obra                      | Personaje        | Director (a)     | Teatro                  | Notas                                                                           |
| ---- | ------------------------- | ---------------- | ---------------- | ----------------------- | ------------------------------------------------------------------------------- |
| 2014 | Henna Night               | Judith           | Peter James      | -                       | junto a Nicola Daley                                                            |
| 2012 | Viva Forever              | Minty            | Paul Garrington  | Piccadilly Theatre      | junto a Simon Adkins, Tamara Wall, Sally Dexter, Bill Ward y Sally Ann Triplett |
| -    | The Hired Man             | Emily            | Peter James      | The Old Laundry Theatre | -                                                                               |
| -    | Maydays                   | Judy             | Polly Findlay    | -                       | -                                                                               |
| -    | Burning Ambitions         | Debbie           | Andrew Braidford | Young Blood Theatre     | -                                                                               |
| -    | Annie                     | Tessie           | Martin Charmin   | -                       | -                                                                               |
| -    | Threepeny Opera           | Mrs. Peachum     | Joanna Read      | LAMDA                   | -                                                                               |
| -    | Dinner                    | Paiges           | Peter James      | LAMDA                   | -                                                                               |
| -    | Habeas Corpus             | Muriel Wicksteed | James Kerr       | LAMDA                   | -                                                                               |
| -    | The Virtuoso              | Lady Gimcrack    | John Baxter      | LAMDA                   | -                                                                               |
| -    | The White Devil           | Cornelia         | James Kerr       | LAMDA                   | -                                                                               |
| -    | Asya                      | Asya             | Polina Kalinina  | LAMDA                   | -                                                                               |
| -    | A Midsummer Night's Dream | Titania          | John Link        | LAMDA                   | -                                                                               |
| -    | Three Sisters             | Masha            | Gadi Roll        | LAMDA                   | -                                                                               |
| -    | The Memory of Water       | Teresa           | Stephen Jameson  | LAMDA                   | -                                                                               |